# Stor-Björsjön
Stor-Björsjön är en sjö i Åre kommun i Jämtland och ingår i Indalsälvens huvudavrinningsområde. Sjön har en area på 0,427 kvadratkilometer och ligger 565,7 meter över havet. Sjön avvattnas av vattendraget Medstuguån. Vid provfiske har röding och öring fångats i sjön.

## Delavrinningsområde
Stor-Björsjön ingår i det delavrinningsområde (706161-132120) som SMHI kallar för Utloppet av Stor-Björsjön. Medelhöjden är 641 meter över havet och ytan är 13,13 kvadratkilometer. Räknas de 3 avrinningsområdena uppströms in blir den ackumulerade arean 22,76 kvadratkilometer. Medstuguån som avvattnar avrinningsområdet har biflödesordning 3, vilket innebär att vattnet flödar genom totalt 3 vattendrag innan det når havet efter 377 kilometer. Avrinningsområdet består mestadels av skog (41 procent) och öppen mark (49 procent). Avrinningsområdet har 0,43 kvadratkilometer vattenytor vilket ger det en sjöprocent på 3,3 procent.